# Peter Wyche
Peter Wyche, né dans les années 1590 et mort en décembre 1643 à Oxford, est un marchand londonien et un ambassadeur britannique dans l’Empire ottoman.

## Biographie
Peter Wyche est le sixième fils du marchand Richard Wyche (1554–1621) et d’Elizabeth Saltonstall, fille de  Richard Saltonstall (1517–1600), lord-maire de Londres.
Il  se consacre d’abord à des activités commerciales, puis, anobli par le roi Charles Ier le 16 décembre 1626, est nommé en 1627 ambassadeur à Constantinople, où il reste en poste jusqu’en 1641. Il y obtient une réduction des taxes d’importation sur le tissu britannique. Il reçoit à Constantinople de nombreux érudits et voyageurs, comme l'orientaliste Edward Pococke et l'astronome et métrologiste  John Greaves.
À son retour en Angleterre en 1641, il devient  conseiller privé et Comptroller of the Household (contrôleur de la Maison du Roi).  Il est l’un des signataires de la Déclaration dans laquelle le souverain exprime son opposition à l’idée de faire la guerre avec son Parlement. Selon Cyril Wyche, le fils de Peter, ce dernier prêta 30 000 livres à  Charles Ier.
Wych ne voit pas la conclusion de la Première Révolution anglaise. Il est enterré le 7 décembre 1643 dans la cathédrale Christ Church d'Oxford, dans l’aile sud, où un monument est érigé en sa mémoire.

## Famille
Peter Wyche épouse le 17 avril 1627 Jane Meredith (morte en 1660), fille de William Meredith, à l’église de Hanworth dans le Middlesex.  Ils ont eu plusieurs enfants :
- Peter Wyche, né en 1628, diplomate.
- Cyril Wyche, né à Constantinople, membre du Parlement et président de la Royal Society.
- Jane Wyche épouse John Granville

Les autres enfants sont morts jeunes.